# Byssomerulius
Byssomerulius Parmasto (włókniczek) – rodzaj grzybów z rodziny Irpicaceae.

## Charakterystyka
Grzyby kortycjoidalne o bazydiokarpie rozpostartym lub siedzącym. Hymenofor gładki do merulioidalnego o barwie białej, żółtawej lub brązowawej, brzeg biały. System strzępkowy monomityczny, strzępki cienkie do grubościennych, zawsze bez sprzążek. Cystydy obecne lub nie. Podstawki wąsko maczugowate, z 4 sterygmami, bez sprzążki bazalnej Bazydiospory niemal cylindryczne, gładkie, w odczynniku Melzera nieamyloidalne i niedekstrynoidalne.
Erast Parmasto w 1967 r. opisał rodzaj Byssomerulius jako obejmujący kilka gatunków ze strzępkami generatywnymi o prostych przegrodach i hymenoforem merulioidalnym, podając Thelephora corium jako typ nomenklatoryczny.

## Systematyka i nazewnictwo
Pozycja w klasyfikacji: Irpicaceae, Polyporales, Incertae sedis, Agaricomycetes, Agaricomycotina, Basidiomycota, Fungi (według Index Fungorum).
Synonimy naukowe: Byssomerulius subgen. Ceraceomerulius Parmasto, Ceraceomerulius (Parmasto) J. Erikss. & Ryvarden.
Polską nazwę podał Władysław Wojewoda w 1973 r.
Gatunki występujące w Polsce:
- Byssomerulius corium (Pers.) Parmasto 1967 – włókniczek skórkowaty

Nazwy naukowe na podstawie Index Fungorum. Wykaz gatunków i nazwy polskie według Władysława Wojewody.